# Ashanti
 Denne artikel omhandler et folkeslag. Opslagsordet har også en anden betydning, se Ashanti (region).
Ashanti er et folkeslag i Vestafrika, som holder til i Ashanti-regionen i Ghana og tilgrænsende områder i Togo og Elfenbenskysten. De taler sproget twi, der tilhører Niger-congo-sproggruppen og er beslægtet med bl.a. fante. Før den europæiske kolonisering var Ashantiriget et selvstændigt kongerige, som dominerede et stort område i Vestafrika.

## Ashanti-regionen
Ghanas geografi er præget af et varieret terræn, som veksler mellem kyst-, skov- og bjergområder samt græssletter, frodig landbrugsland og halvørkner. Ashantierne bor i dag hovedsageligt i den centrale del af det nuværende Ghana, omkring 300 km fra kysten. Området kaldes Ashanti-regionen og indeholder store frugtbare skovområder og nogle få bjerge. Klimaet er tropisk, og der er to årstider; regntiden fra april til november, og tørtiden fra december til marts. Regionen har flere floder, der i reglen er udtørrede i tørtiden.
I dag har næsten 7 mio. mennesker twi (ashantifolkets sprog) som hovedsprog, og de udgør omtrent 30% af Ghanas befolkning. Ghanas forrige præsident, John Agyekum Kufuor, er ashanti. Ashanti-regionen har 3,612,950 indbyggere, hvilket gør den til Ghanas mest folkerige distrikt.
Hovedstaden i regionen hedder Kumasi og var tidligere hovedstad for det historiske Ashanti-rige.

## Historie
Ashantifolket har traditionelt været fastboende agerdyrkere og lå i konflikt med nabofolkene denkira, akim, akvambu og fantin. I 16. århundrede var Ashanti-riget en vasalstat til Denkira-riget, men også en konføderation af små bystater ledet af Osei Tutu. Han var overhoved for Oyoko-klanen og hærfører, og han etablerede Ashanti-riget i 1670’erne ved at sikre de øvrige klanlederes støtte. Hans base var Kumasi, hvorfra han gradvist undertvang de omkringliggende. I 1701 udfordrede han og besejrede det dominerende Denkira-rige.
Da han havde sikret sig dominansen i hele regionen, påbegyndte han en centraliseringsproces, bl.a. gennem kontrol af retssystemet. Efterhånden blev den løst organiserede føderation af bystater omdannet til et kongerige og imperium, som fortsat udvidede sit territorium. Nyligt erobrede lande fik valget mellem at lade sig integrere eller fortsat beholde en vis selvstændighed som vasal. Opoku Ware 1., Osei Tutus efterfølger, udvidede Ashanti-rigets grænser, så landet kom til at dække det meste af det moderne Ghanas territorium.

### Europæisk kolonisering
Ashanti-riget udgjorde en så stærk magt, at europæiske forsøg på kolonisering af Guldkysten længe blev forhindret. Især forsøgte briterne at undertvinge ashanti, der imidlertid allierede sig med Nederlandene for at begrænse den britiske indflydelse. Ashanti-riget var blandt de afrikanske stater, som længst modstod europæiske magters erobring; mellem 1823 og 1896 udkæmpede Storbritannien og Ashanti-riget fire krige uden det lykkedes briterne at besejre dem. Først i 1900 blev Ashanti-riget inkorporeret i den britiske koloni Gold Coast.
I kolonitiden betragtede briterne ashanti som et af Afrikas mest civiliserede folkeslag, og deres kultur blev beskrevet i bl.a. R.S. Rattrays Ashanti Law and Constitution. Den lange periode med kontakt mellem Ashanti-kongerne og europæerne har betydet, at ashanti-folket har den største mængde af historiografisk materiale blandt alle folkeslag Syd for Sahara.
Allerede i 1926 blev Ashantis konge (Asantehene) tildelt ceremoniel kontrol over Kumasi, og i 1935 blev kongens position som leder af ashanti-folket genetableret.